# 이준섭 (1901년)
이준섭(李俊燮, 1901년 7월 10일 ~ 1956년 6월 26일)은 대한제국 독립운동가이다. 호(號)는 동문(東門)이다.

## 생애

### 주요 이력
전라남도 해남군 門內面 東外里 1093번지에서 출생한 그는 1920년 4월 21일을 기하여 전라남도 해남군 우수영보통학교 운동회 날, 자신과 같은 전남 해남 향리의 전라북도 군산보통학교 졸업 동기생 출신인 윤인섭(尹仁燮)·전유봉(全酉峰)·박기술(朴奇述) 등을 비롯한 여러 동지들과 함께 3·1 대한 독립 운동 1주년 기념 관련 행사로써 대한 독립 만세 시위 운동을 거사하자고 합의하였다. 그리하여 1920년 4월 22일 해남 동외리(東外里) 성벽 밖에서 태극기를 흔들고 독립만세를 고창하며 우수영(右水營) 읍내로 대한 독립 만세 시위 행진을 전개하다가 동교 교사(敎師)의 제지로 일단 해산하였다. 그러나 이튿날 4월 23일 다시 동리 유지들과 함께 향리 모교 학생들이 주도한 대한 독립 만세 시위에 참가하여 독립만세를 외치며 시위를 벌이다가 일경에 체포되었다. 같은 해 1920년 5월 13일 전라남도 광주지방법원 장흥지청에서 소위 제령 제7호 위반으로 징역 4월형을 언도받고 옥고를 치른 후 만기출감하였다.
그의 부인 전유금 여사는 전라북도 군산보통학교 동창 전유봉 선생의 누이동생이기에 모교 동창 전유봉 선생은 이준섭 선생 그에게 손윗처남이기도 하다.
1945년 전라남도 해남에서 광복을 목도 후 1946년 6월에서 1948년 3월까지 한국독립당 당무위원 직위를 잠시 2년 남짓 지냈으며 1948년 3월 25일을 기하여 한국독립당을 탈당하였다.

### 사망
1956년 3월 2일, 갑자기 장결핵이 발병하여 3개월간 와병상에서 투병하다가 1956년 6월 26일을 기하여 끝내 병사하였다.

## 사후
그의 사후, 대한민국 정부에서는 그의 공훈을 기리고자 1992년 6월 6일을 기하여 대한민국 대통령 표창장이 추서되었다.